# Сандра Смізек
Сандра Смізек (нім. Sandra Smisek; нар. 3 липня 1977, Франкфурт-на-Майні, Західна Німеччина) — німецька футболістка, півзахисниця та нападниця. Виступала за ФКВ «Франкфурт», «ФКР 2001 Дуйсбург», «Франкфурт» та національну збірну Німеччини.

## Клубна кар'єра
Футболом розпочала займатися в «Кальбахі» на півночі Франкфурта, де спочатку тренувалася разом з хлопцями. Оскільки вона відмовилася переходити до жіночої команди, яка була б необхідна згідно з регламентом гессенської асоціації, вона припинила займатися футболом. Коли Моніка Штааб, тодішній тренер «Пройнгайма», спробувала запросити Сандру до свого клубу, вона втекла з квартири своїх батьків.
Через деякий час Смізек знайшла свій шлях до футболу: через парі, яку вона програла своєму батьку й змушена була відправитися на пробне тренування з жіночою командою ФСВ «Франкфурт». Там вона познайомилася з ровесницею Біргіт Прінц, з якою утворила один із найнебезпечніших атакувальних дуетів у Бундеслізі до 1998 року, який в команді жартівливо називали «Кукі (Прінц) і Крюмель (Смізек)». У складі ФСВ двічі ставаола чемпіонкою Німеччини (1995, 1998) і володаркою кубку Німеччини (1995, 1996), а також один раз володаркою кубка Німеччини (1995) у приміщеннях. У сезоні 1995/96 років стала наймолодшою гравчинею, яка з 29-ма голами завоювала Золоту бутсу чемпіонату Німеччини.
У 1998 році перейшла до «ФКР 2001 Дуйсбург», з якою 2000 року стала чемпіонкою та володаркою закритого Кубку. Три роки по тому повернулася до ФСВ «Франкфурт». Вона не змогла здобути більше жодного титулу з ФСВ і була фактично єдиною зіркою команди-середняка Бундесліги. У січні 2005 року планувала перейти до «Турбіне» (Потсдам). Однак в останній момент відмовилася від переходу і продовжила грати за ФСВ. Тим не менше наступного літа, після внутрішніх суперечок у ФСВ, перейшла до місцевого суперника «Франкфурта». Саме в складі вище вказаного клубу провела найуспішніший період у спортивній кар'єрі: виграла жіночий Кубок УЄФА 2006 та 2008 роках, двічі чемпіонат Німеччини (2007, 2008), тричі Кубок Німеччини (2007, 2008, 2011) та двічі кубок Німеччини (2006, 2007) у приміщеннях. У травні 2013 року оголосила, що її контракт з «Франкфуртом» не буде продовжено. Вона відмовилася від пошуків нового клубу і завершила кар'єру.

## Кар'єра в збірній
У футболці національної збірної Німеччини дебютувала 13 квітня 1995 року, вийшовши на заміну Патріції Брокер, у переможному (8:0) домашньому матчі проти Польщі, де відзначилася своїм першим голом за збірну. Отримала виклик до німецької збірної на Чемпіонаті світу 1995 року від головного тренера Геро Бізанца, на свій перший великий турнір, де вийшла на поле лише одного разу, замінила Марен Мейнерт у програному (0:2) фінальному поєдинку проти Норвегії.
Представляла Німеччину на літніх Олімпійських іграх 1996 року, але жодного разу не зіграла, оскільки Німеччина вилетіла за підсумками групового етапу. Під керівництвом нового головного тренера Тіни Тойне закріпилася в першій команді, зіграла у всіх матчах збірної Німеччини на чемпіонаті світу 1999 року, у тому числі й в програному (2:3) поєдинку проти Сполучених Штатів у чвертьфіналі, відзначилася голом у воротах збірної Мексики.
Брала участь у чемпіонаті Європи 2001 року, де відзначилася в воротах Росії та Норвегії, де із трьома голами разом із співвітчизницею Клаудією Мюллер стала найкращим бомбардиром і допомогти Німеччині здобути п'ятий титул.
1 жовтня 2008 року у відбірковому матчі чемпіонату Європи проти Швейцарії востаннє одягла футболку національної команди.

## Освіта та особисте життя
Сандра — кваліфікований клерк. Завершила стажування в «Кікерс» (Оффенбах). Зараз вона працює в поліції на посаді головного комісара.

## Статистика виступів

### У збірній
| Національна збірна | Сезон   | Матчі | Голи |
| ------------------ | ------- | ----- | ---- |
| Німеччина          | 1995    | 5     | 1    |
| Німеччина          | 1996    | 6     | 1    |
| Німеччина          | 1997    | 14    | 4    |
| Німеччина          | 1998    | 8     | 3    |
| Німеччина          | 1999    | 13    | 2    |
| Німеччина          | 2000    | 8     | 1    |
| Німеччина          | 2001    | 15    | 7    |
| Німеччина          | 2002    | 10    | 0    |
| Німеччина          | 2003    | 6     | 1    |
| Німеччина          | 2004    | 6     | 1    |
| Німеччина          | 2005    | 11    | 3    |
| Німеччина          | 2006    | 9     | 3    |
| Німеччина          | 2007    | 12    | 4    |
| Німеччина          | 2008    | 10    | 3    |
| Загалом            | Загалом | 133   | 34   |

### Голи за збірну
Рахунок та результат збірної Німеччини в таблиці подано на першому місці.
| #   | Дата              | Місце                                             | Суперник      | Рахунок | Результат | Змагання                                   |
| --- | ----------------- | ------------------------------------------------- | ------------- | ------- | --------- | ------------------------------------------ |
| 1.  | 13 квітня 1995    | Карл Лібкнехт Штадіон, Потсдам                    | Польща        | 7–0     | 8–0       | Товариський матч                           |
| 2.  | 5 травня 1996     | ГВГ Штадіон, Гіфгорн                              | Фінляндія     | 1–0     | 6–0       | кваліфікація чемпіонату Європи 1997        |
| 3.  | 24 квітня 1997    | Стадіон-на-Льомюре, Любек                         | Іспанія       | 2–0     | 6–0       | Товариський матч                           |
| 4.  | 24 квітня 1997    | Стадіон-на-Льомюре, Любек                         | Іспанія       | 3–0     | 6–0       | Товариський матч                           |
| 5.  | 25 вересня 1997   | Пауль Грайфцу, Дессау                             | Англія        | 2–0     | 3–0       | кваліфікація чемпіонату світу 1999         |
| 6.  | 9 жовтня 1997     | МСВ-Арена, Дуйсбург                               | США           | 1–1     | 3–1       | Товариський матч                           |
| 7.  | 8 березня 1998    | Ден, Лондон                                       | Англія        | 1–0     | 1–0       | кваліфікація чемпіонату світу 1999         |
| 8.  | 26 травня 1998    | Глюксгаз-Штадіон, Дрезден                         | Нова Зеландія | 2–0     | 4–1       | Товариський матч                           |
| 9.  | 17 вересня 1998   | Спортпарк Йоганнісау, Фульда                      | Україна       | 1–0     | 5–0       | плей-оф кваліфікації чемпіонату світу 1999 |
| 10. | 25 червня 1999    | Провіденс Парк, Портленд                          | Мексика       | 2–0     | 6–0       | Група Б чемпіонату світу 1999              |
| 11. | 2 вересня 1999    | Фогтландштадіон, Плауен                           | Росія         | 2–1     | 3–1       | Товариський матч                           |
| 12. | 6 квітня 2000     | Стадіон-на-Борнгмайєр Ганг, Франкфурт             | Італія        | 3–0     | 3–0       | кваліфікація чемпіонату Європи 2001        |
| 13. | 17 червня 2001    | Недерггайнштадіон, Обергаузен                     | Канада        | 5–0     | 7–1       | Товариський матч                           |
| 14. | 17 червня 2001    | Недерггайнштадіон, Обергаузен                     | Канада        | 6–1     | 7–1       | Товариський матч                           |
| 15. | 27 червня 2001    | Штайгервальдштадіон, Ерфурт                       | Росія         | 4–0     | 5–0       | чемпіонат Європи 2001                      |
| 16. | 27 червня 2001    | Штайгервальдштадіон, Ерфурт                       | Росія         | 5–0     | 5–0       | чемпіонат Європи 2001                      |
| 17. | 4 липня 2001      | Донауштадіон, Ульм                                | Норвегія      | 1–0     | 1–0       | чемпіонат Європи 2001                      |
| 18. | 27 вересня 2001   | Ойштадіон, Кассель                                | Англія        | 2–0     | 3–1       | кваліфікація чемпіонату світу 2005         |
| 19. | 27 вересня 2001   | Ойштадіон, Кассель                                | Англія        | 3–0     | 3–1       | кваліфікація чемпіонату світу 2005         |
| 20. | 15 листопада 2003 | Штадіон-на Кройзеш, Ройтлінген                    | Португалія    | 5–0     | 13–0      | кваліфікація чемпіонату світу 2005         |
| 21. | 28 квітня 2004    | Маршвег-Штадіон, Ольденбург                       | Україна       | 4–0     | 6–0       | кваліфікація чемпіонату світу 2005         |
| 22. | 9 березня 2005    | Муніципальний стадіон Фернандо Кабріти, Лагуш     | Швеція        | 1–0     | 2–1       | Кубок Алгарве 2005                         |
| 23. | 13 березня 2005   | Ештадіу да Рестінга, Портіман                     | КНР           | 1–0     | 2–0       | Кубок Алгарве 2005                         |
| 24. | 25 вересня 2005   | Лаймбахштадіон, Зіґен                             | Росія         | 5–1     | 5–1       | кваліфікація чемпіонату світу 2007         |
| 25. | 23 вересня 2006   | Макдіармід Парк, Перт                             | Шотландія     | 5–0     | 5–0       | кваліфікація чемпіонату світу 2007         |
| 26. | 27 вересня 2006   | Стадіон імені Едуарда Стрельцова, Москва          | Росія         | 1–0     | 3–2       | кваліфікація чемпіонату світу 2007         |
| 27. | 25 жовтня 2006    | Штадтіш Вальдштадіон, Аален                       | Англія        | 2–1     | 5–1       | Товариський матч                           |
| 28. | 10 вересня 2007   | Гонконгкоу футбольний стадіон, Шанхай             | Аргентина     | 7–0     | 11–0      | чемпіонат світу 2007                       |
| 29. | 10 вересня 2007   | Гонконгкоу футбольний стадіон, Шанхай             | Аргентина     | 9–0     | 11–0      | чемпіонат світу 2007                       |
| 30. | 10 вересня 2007   | Гонконгкоу футбольний стадіон, Шанхай             | Аргентина     | 10–0    | 11–0      | чемпіонат світу 2007                       |
| 31. | 22 серпня 2007    | Щтадіон Оберверт, Кобленц                         | Швейцарія     | 1–0     | 7–0       | кваліфікація чемпіонату Європи 2009        |
| 32. | 10 березня 2008   | Муніципальний стадіон, Віла-Реал-де-Санту-Антоніу | Швеція        | 1–0     | 2–0       | Кубок Алгарве 2008                         |
| 33. | 17 липня 2008     | Дженералі Спортпарк, Унтергахінг                  | Англія        | 1–0     | 3–0       | Товариський матч                           |
| 34. | 1 жовтня 2008     | Штадіон Шютценматте, Базель                       | Швейцарія     | 3–0     | 3–0       | кваліфікація чемпіонату Європи 2009        |

## Досягнення
ФСВ «Франкфурт»
- Бундесліга
  -  Чемпіон (2): 1994/95, 1997/98

- Кубок Німеччини
  -  Володар (2): 1994/95, 1995/96

- Закритий кубок Німеччини
  -  Володар (1): 1994/95

«ФКР Дуйсбург»
- Бундесліга
  -  Чемпіон (1): 1999/2000

- Закритий кубок Німеччини
  -  Володар (1): 1999/2000

ФФК «Франкфурт»
- Бундесліга
  -  Чемпіон (2): 2006/07, 2007/08

- Кубок Німеччини
  -  Володар (3): 2006/07, 2007/08, 2010/11

- Закритий кубок Німеччини
  -  Володар (2): 2005/06, 2006/07

- Ліга чемпіонів УЄФА серед жінок
  -  Чемпіон (2): 2005/06, 2007/08

Німеччина
- Чемпіонат світу
  -  Чемпіон (2): 2003, 2007

- Чемпіонат Європи
  -  Чемпіон (3): 1997, 2001, 2005

- Кубок Алгарве
  -  Володар (1): 2006

- Нордичний кубок
  -  Володар (1): 1995

- Суперкубок
  -  Володар (1): 1995

Індивідуальні
- Найкраща бомбардирка Бундесліги: 1995/96
- Найкраща бомбардирка чемпіонату Європи (розділений): 2001